# Université Gardner-Webb
L’université Gardner-Webb (en anglais : Gardner–Webb University) est une université privée chrétienne évangélique baptiste, située à Boiling Springs dans l'État de Caroline du Nord aux États-Unis.  Elle est affiliée à la Baptist State Convention of North Carolina (Convention baptiste du Sud).

## Historique
L’université a ses origines dans la fondation de la Boiling Springs High School en 1905 par la Kings Mountain Baptist Association et Sandy Run Baptist Association. Elle a ouvert ses portes en 1907. En 1928, l’école est devenue un collège communautaire, le Boiling Springs Junior College. En 1942, elle a été renommée en l’honneur du gouverneur de l’état et sa femme, Oliver Max Gardner et Fay Webb-Gardner, qui se sont impliqués dans le développement de l’école. En 1993, elle est devenue une université. 
Pour l'année 2019-2020, elle comptait 3 518 étudiants.

## Sports
Les Gardner–Webb Runnin' Bulldogs sont l'équipe sportive de l'université.

## Affiliations
Elle est affiliée à la Baptist State Convention of North Carolina (Convention baptiste du Sud) .

## Anciens élèves
- Martha Mason (1937-2009), écrivaine américaine